# Kościół św. Anny w Tarnowskich Górach
Kościół św. Anny w Tarnowskich Górach – rzymskokatolicki kościół cmentarny z XVII wieku w Tarnowskich Górach wpisany do rejestru zabytków nieruchomych województwa śląskiego.

## Historia
Kościół Świętej Anny powstał w latach 1617–1619 jako świątynia ewangelicka, druga po kościele farnym (obecnym św. Piotra i Pawła). Fundatorami byli mieszkanka Goske oraz burmistrz Jakub Gruzelka, od którego imienia wzięło się pierwotne wezwanie kościoła (Jakoskirche) dzięki danym przez niego 700 talarom. Już dziesięć lat po jego wzniesieniu odebrano go formalnie ewangelikom, ale faktycznie katolicy przejęli go dopiero w 1653 roku. Obiekt powstał za murami miejskimi, na drugim cmentarzu ewangelickim, położonym za Bramą Wrocławską (później Gliwicką).
W latach dwudziestolecia międzywojennego świątynia pełniła funkcje kościoła garnizonowego dla stacjonujących w Tarnowskich Górach żołnierzy 3 Pułku Ułanów oraz 11 Pułku Piechoty.

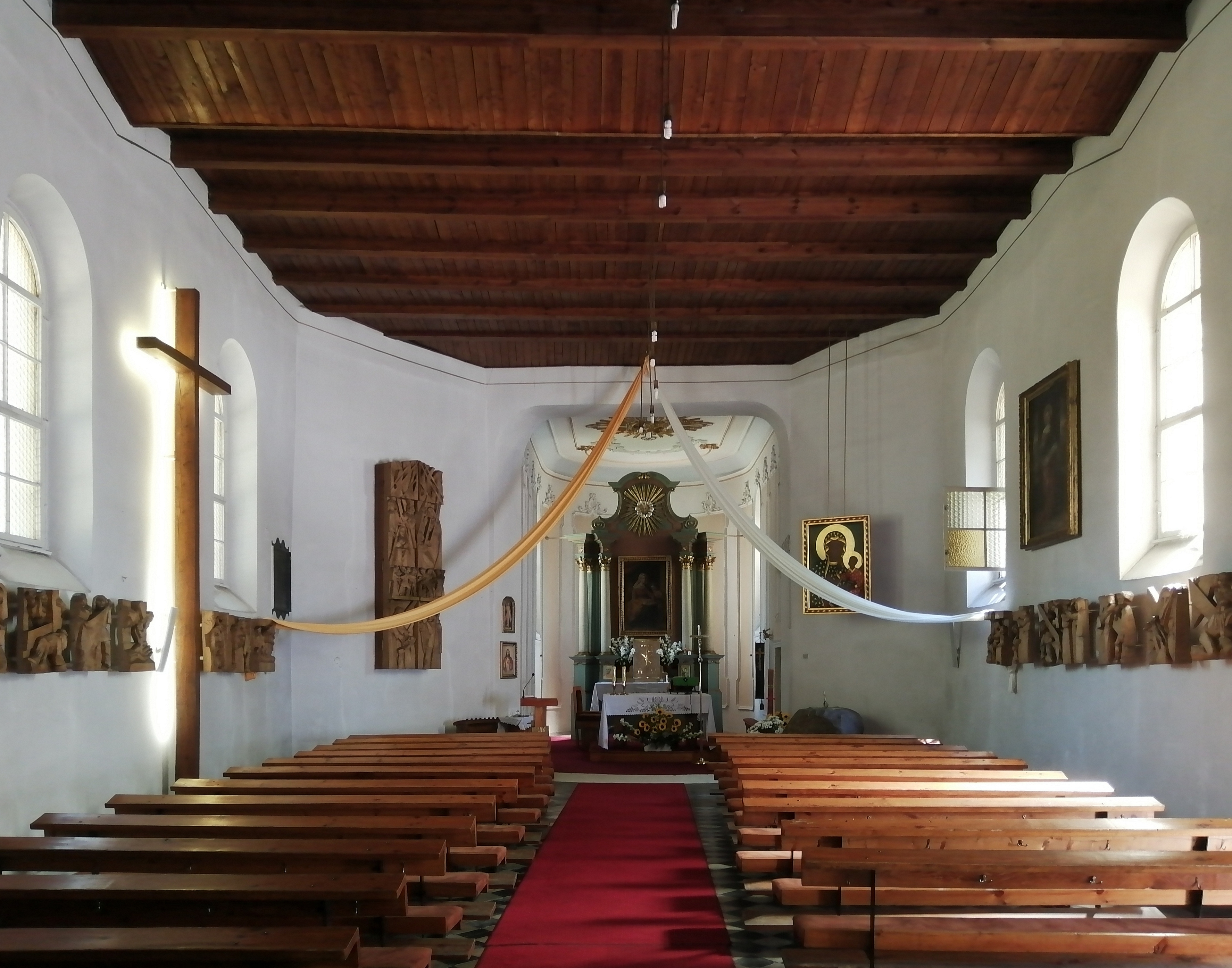
Wnętrze świątyni

## Architektura
Do pierwotnego budynku dobudowano w kolejnych stuleciach zakrystię i prezbiterium, oraz przebudowano wieżę.
Z dawnego wystroju niewiele pozostało, m.in. obraz w ołtarzu głównym namalowany w XVIII wieku, przedstawiający Św. Annę nauczającą Matkę Boską. Zlikwidowano natomiast ołtarze boczne.
W środku zachowało się epitafium Marianny Kraker z domu Zucher (zapewne XVII-wieczne), oraz na murze zewnętrznym mocno podniszczone epitafium nieznanej z nazwiska dziewczynki, Anny, datowane na rok 1626.